# Erythroseris
Erythroseris là một chi thực vật ở châu Phi thuộc họ Cúc.

## Các loài
- Erythroseris amabilis (Balf.f.) N.Kilian & Gemeinholzer - Socotra (part of Yemen)
- Erythroseris somalensis (R.E.Fr.) N.Kilian & Gemeinholzer - Somalia